# Otto W.
王健忠（英語：Otto W.，1976年9月8日—）澳洲籍华人導演、編劇，2012年短片作品《Secrets》入選法國第65屆坎城影展正式單元Short Film Corner後，回到台灣發展。

## 生平
1976年出⽣於台灣台北市，23歲開始旅居於澳大利亞，Otto W.對於電影充滿熱情，32歲放棄穩定高薪，毅然重回校園鑽研電影編導。在澳洲國立格里菲斯大學電影學院求學期間，積極致力於多部製作，他所編寫並出線製作的劇本都令教授與同學激賞，他的作品所探討的議題，更與其他的學⽣電影大異其趣。
Otto W.所編導的短片作品《不可告人》(Secrets)於2012年入選法國坎城影展正式單元Short Film Corner，當年並獲邀與中國電影巨星成龍同台亮相，被主辦單位介紹為當年優秀華人導演代表。

## 作品年表

### 導演作品
- 2020年：《來勾引我男友吧！》[3]

- 2017年：《Journey》[4]瑞瑪·席丹Music Video [5]

- 2016年：《活出愛》[6]

- 2012年：《Secrets》[7]

### 監製作品
- 2018年：《高三症候群》[8] 《愛情練習生》[9]